# ارتش‌های آبکانز
ارتش‌های آبکانز با نام رسمی برنامه ارتش‌های ایالات متحده آمریکا، بریتانیا، کانادا، استرالیا، و نیوزیلند، برنامه‌ای است که هدف آن بهبود هم‌کنش‌پذیری و استانداردسازی آموزش و تجهیزات بین ارتش‌های ایالات متحده آمریکا، بریتانیا، کانادا، استرالیا، و نیوزیلند، به همراه سپاه تفنگداران دریایی ایالات متحده آمریکا، و رویال مارین است. این برنامه به عنوان ابزاری برای تمرکز بر رسیدن به هم‌کنش‌پذیری نزدیک بین ایالات متحده آمریکا، بریتانیا در جنگ جهانی دوم، در سال ۱۹۴۷ (میلادی) پایه‌گذاری شد. این برنامه با دربرگیری استرالیا (در ۱۹۶۳ (میلادی)) و نیوزیلند (با وضعیت ناظر در ۱۹۶۵ (میلادی) و عضویت کامل در سال ۲۰۰۶ (میلادی)) گسترش یافت.

کشورهای عضو اتحادیه فایو آیز شامل ایالات متحده آمریکا، بریتانیا، کانادا، استرالیا و نیوزیلند

## تاریخچه
برنامه ارتش‌های آبکانز در سال ۱۹۴۷ با نام "طرحی برای تاثیرگذاری استانداردسازی" بین ارتش آمریکا، بریتانیا، و کانادا (ABC Armies (America Britain Canada armies)) آغاز شد تا بر هم‌کنش‌پذیری نزدیک نیروهای این سه کشور در جنگ جهانی دوم تمرکز کند. در سال ۱۹۵۴ (میلادی) "مفهوم استانداردسازی پایه" جای طرح تاثیرگذاری استانداردسازی را گرفت.
در سال ۱۹۶۳ استرالیا به این برنامه پیوست و با تصویب "توافق استانداردسازی پایه ۱۹۶۴" در ۱ اکتبر ۱۹۶۴ برنامه ارتش‌های آبکا (ABCA Armies (America Britain Canada Australia armies)) آغاز به کار کرد. در سال ۱۹۶۵ استرالیا به شکل موفقیت‌آمیزی از معرفی نیوزیلند به عنوان عضو ناظر در این توافق، پشتیبانی کرد.
در آغاز، نقش آبکانز به موارد استانداردسازی تجهیزات سربازان، آموزش، و راهبردها محدود بود. پس از حملات ۱۱ سپتامبر با بررسی سران نماینده برنامه، برنامه آبکانز بازبینی شد تا با تغییر شرایط امنیتی، سازگار شود و پاسخگویی، ارتباط، و تمرکز بر هم‌کنش‌پذیری را بهبود دهد. این بررسی در ژوئن ۲۰۰۴ پایان یافت.
همچنین در سال ۲۰۰۴ (میلادی) افزایش دخالت سپاه تفنگداران دریایی آمریکا رسماً با یادداشت تفاهم بین سپاه تفنگداران دریایی و نیروی زمینی ایالات متحده آمریکا به رسمیت شناخته شد. این تفاهم به هر دو نیرو اجازه می‌دهد که با یک موقعیت واحد، نمایندگی شوند. به دنبال آن، نمایندگی بریتانیا با موفقیت، رویال مارین را در آن، جا داد. در اواخر سال ۲۰۰۶ نیوزیلند به صورت عضو کامل در آمد.

## سازمان‌های هم‌تراز
سازمان‌های هم‌تراز ارتش‌های آبکانز، آوسکانزوکوس (اتحادیه نیروهای دریایی)، شورای هم‌کنش‌پذیری نیروی هوایی فایو آیز، برنامه هم‌کنش‌پذیری فنی (انجمن‌های علمی نظامی)، و اتحادیه‌های اطلاعاتی (فایو آیز و توافق یوکوسا) هستند.